# William C. Gorgas
)William Crawford Gorgas, Caballero Comandante de la Orden de San Miguel y San Jorge KCMG (3 de octubre de 1854 – 3 de julio de 1920) fue un médico estadounidense y el vigésimo segundo Cirujano General de la Armada de los Estados Unidos (1914-18). Es conocido por sus trabajos para disminuir la transmisión de la fiebre amarilla y la malaria, por medio del control de los mosquitos que las transmiten, a partir de los descubrimientos realizados por el médico cubano Carlos J. Finlay, en un período en el que esto era considerado con escepticismo y existía oposición hacia dichas medidas de control. Nació en Toulminville (Alabama) y era el mayor de los seis hijos de Josiah Gorgas y Amelia Gayle Gorgas.

## Carrera
Después de estudiar en la Universidad del Sur (conocida en inglés como The University of the South) y en la Universidad del Hospital Médico de Bellevue (conocida en inglés como Bellevue Hospital Medical College), el doctor Gorgas se integró en el Cuerpo Médico del Ejército de los Estados Unidos en junio de 1880. Gorgas fue asignado a tres puestos – el Fuerte Clark, el Fuerte Duncan y el Fuerte Brown – en Texas. En su paso por el Fuerte Brown (1882-84), sobrevivió a la fiebre amarilla y conoció a Marie Cook Doughty, con quien se casó en 1885. En 1898, después del final de la Guerra Española-Americana Gorgas fue nombrado Oficial Jefe Sanitario en La Habanay trabajó para erradicar la fiebre amarilla y la malaria.
Gorgas fue Cirujano General del Ejército en 1914 y allí aprendió, junto al Dr. Walter Reed, de un médico cubano, Carlos Finlay, el cual había descubierto y demostrado que el mosquito Aedes Aegypti, antiguamente conocido como Culex, transmitía la fiebre amarilla, sentando las bases de la comprensión con respecto a la prevención a gran escala y la vacunación contra esta enfermedad. Gorgas ganó fama internacional luchando contra la enfermedad, que entonces era el flagelo de las zonas tropicales y sub-climas tropicales, primero en Florida, después en La Habana y Santiago de Cuba y finalmente en el Canal de Panamá.
Como oficial jefe de sanidad en el proyecto del canal, Gorgas estableció programas de sanidad de largo alcance que incluían el drenaje de estanques y pantanos, fumigación, mosquiteros y sistemas públicos de agua. Estas medidas fueron fundamentales para permitir la construcción del Canal de Panamá, ya que impidieron de manera significativa enfermedades debido a la fiebre amarilla y la malaria (que también había demostrado ser transmitida por los mosquitos en 1898) entre los miles de trabajadores que participan en el proyecto de construcción.
Artículo principal: Las Medidas de Salud durante la construcción del canal de Panamá.
Gorgas recibió un título de caballero honorario (KCMG) del Rey Jorge V en el Hospital Militar Reina Alexandra en el Reino Unido poco antes de su muerte el 3 de julio de 1920. Se le dio un funeral especial en la catedral de San Pablo.

## Legado
El memorable Instituto de Medicina Tropical y Preventiva Incorporada Gorgas, el cual opera el Laboratorio Gorgas, fue fundado en 1921 y se le dio el nombre del Dr. Gorgas tras su fallecimiento. Con la pérdida de fondos del congreso en 1990, el Instituto de Medicina Tropical y Preventiva Incorporada, Gorgas (GMITP) fue cerrado. El Instituto se trasladó a la Universidad de Alabama en 1992 y continúa con la tradición de la investigación, el servicio y la formación en medicina tropical. El Curso Gorgas en la Clínica de Medicina Tropical está patrocinado por la escuela de medicina de la Universidad de Alabama, en colaboración con la Universidad Peruana Cayetano Heredia en Lima (Perú). 
El hospital Gorgas fue un hospital del Ejército de EE. UU. en Panamá, así bautizado por el Dr. Gorgas en 1928. Ahora está en manos panameñas y alberga el Instituto Oncológico Nacional, el Ministerio de Salud de Panamá y la Corte Suprema de Justicia de Panamá.
En 1953, William C. Gorgas fue incluido en el Salón de la Fama de Alabama.
La Sala Gorgas, situada en el campus de la Universidad de Alabama, fue nombrada así en honor a su madre, Amelia Gayle Gorgas. La Universidad de Texas Brownsville, también dispone de una sala Gorgas en su honor. El campus de la universidad se encuentra en los terrenos del antiguo Fort Brown.
La planta generadora de electricidad William Crawford Gorgas está situada a orillas del río Guerrero Negro, cerca de Parrish. La capacidad total de generación de la planta es de 1.221.250 kW: Grupos electrógenos – 5
Existe una Sala Gorgas en la Universidad del Sur Sewanee, en Tennessee. Originalmente era una residencia de estudiantes de la Academia Militar de Sewanee.
El barco Alemán comercial SS Prinz Sigismun, después de ser capturado por los Estados Unidos, cuando Estados Unidos entró en la Primera Guerra Mundial del lado de los aliados, tuvo una extensa carrera americana bajo el nombre del General WC Gorgas (llamado así por el Dr. Gorgas), incluyendo el servicio comercial como general de las SS WC Gorgas de 1917 a 1919 y de 1919 a 1941, como el transporte de tropas de los Estados Unidos, USS Navy General WC Gorgas, en 1919; y como el Ejército de los Estados Unidos, USAT General WC Gorgas 1941 a 1945.
En Panamá, debido a su legado, fue creado el Instituto Conmemorativo Gorgas de Estudios de la Salud (ICGES), el cual es una institución de salud pública dedicada principalmente a la investigación de la salud y prevención de enfermedades.
Además, en Panamá la Facultad de Ciencias de la Salud Dr. William C. Gorgas de la Universidad Latina de Panamá, lleva su nombre, debido a sus grandes contribuciones.